# رشيدة براكني
رشيدة براكني (بالفرنسية: Rachida Brakni)‏ مواليد 15 فبراير 1977 بباريس، هي ممثلة فرنسية من أصل جزائري. متزوجة من إيريك كانتونا ممثل ولاعب كرة قدم سابق

## السيرة الذاتية
ولدت رشيدة براكني لأبوين جزائريين يعيشان في فرنسا، وهي الأكبر من بين ثلاثة أشقاء. والدها سائق شاحنة ثم سائق توصيل ووالدته مدبرة منزل. كلاهما لا يقرآن ولا يكتبان بالفرنسية، وهكذا تصف رشيدة نفسها، منذ سن العاشرة، بأنها «الناطقة الإدارية باسم العائلة». أمضت شبابها في أثيس مونس، وحضرت مدرسة جان بابتيست كورو الثانوية في سافيني سور أورج، حيث مارست المسرح. بعد البكالوريا الأدبية، فكرت في دراسة القانون لكنها التحقت بالتاريخ في تولبياك (جامعة بانثيون سوربون).

## الحياة المهنية

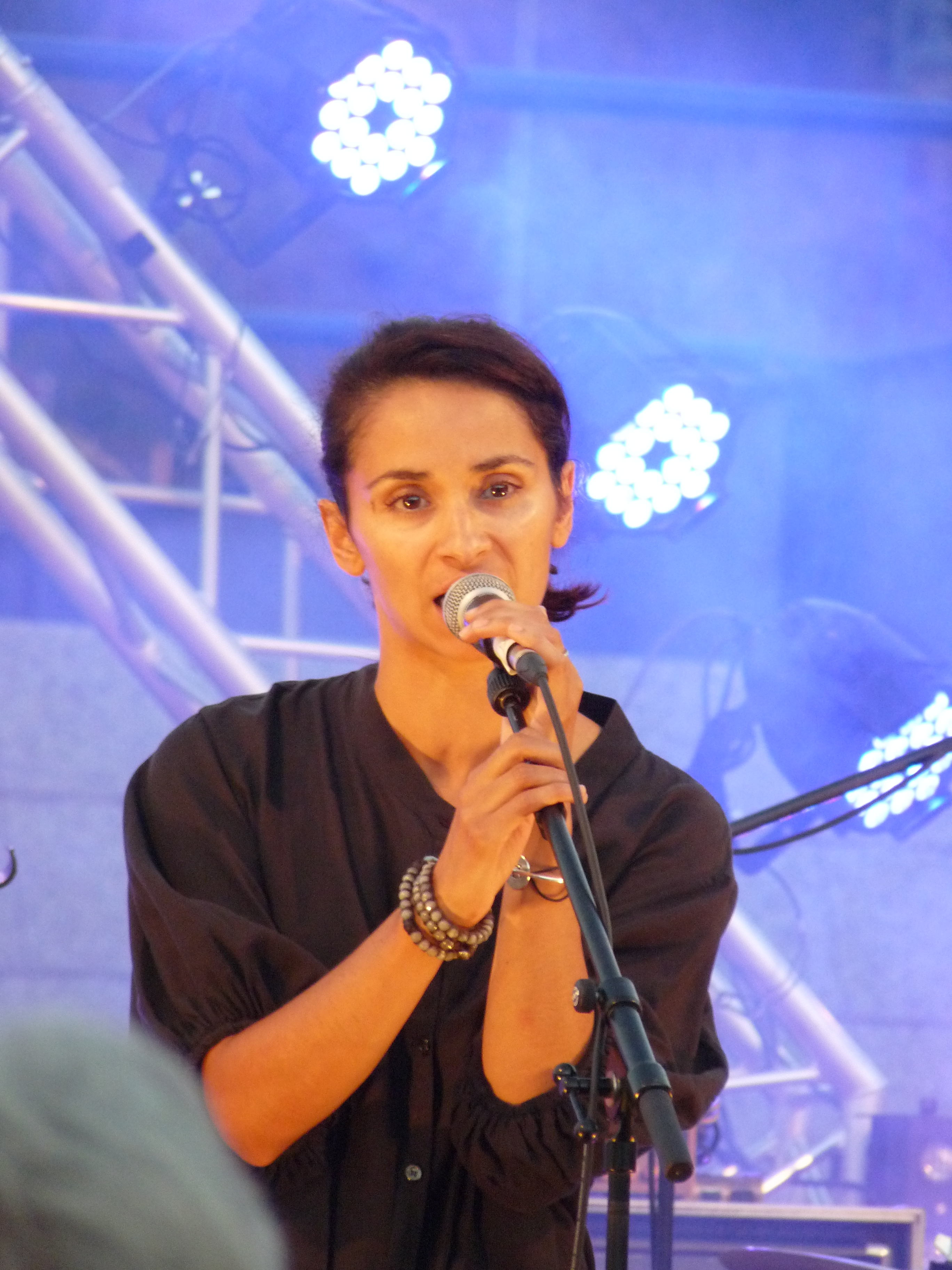
رشيدة براكني في حفل موسيقي في Port-Vendres عام 2012.

انضمت رشيدة في عام 2001 إلى المسرح الوطني الفرنسي كعضوة. اكتشفها الجمهور في السينما في فيلم «فوضى» لكولين سيريو، والذي أكسبها عام 2002 جائزة سيزار لأكثر ممثلة واعدة [الفرنسية] عن دورها في الفيلم. بعد شهر، حصلت على موليير للإيحاء المسرحي [الفرنسية] لدورها في مسرحية روي بلاس ‏، الذي عُرض في المسرح الوطني. ثم اختارت ترك المسرح الوطني الفرنسي لمتابعة مهنة في المسرح والسينما.
شاركت في عام 2010 في مسرحية أمام الجنّة التي عمل زوجها على إخراجها. تم افتتاح المسرحية على مسرح مارجيني في شارع الشانزليزيه بحلول 26 كانون الثاني/يناير 2010.
انضمت في عام 2012 إلى زوجها إيريك كوجه لعلامة تجارية رائدة في مجال الأزياء كما شاركت في عددٍ من الحملات الإعلانية.

## قائمة أفلامها
- 1997 : لون القهوة (بالفرنسية: Une couleur café)‏ لـهنري دوبارك [الفرنسية]
- 1998 : حجاب الخريف (بالفرنسية: Voile d'automne)‏ لرفائيل ديديرجيان [الفرنسية] (فيلم قصير)
- 2001 : بعيد لأندريه تيشينيه: نزهة
- 2001 : فوضى لكولين سيرو [الفرنسية] : نعومي/ مليكة
- 2002 : مثل الطائرة [الفرنسية] لـماري فرانس بيزيه: وردية
- 2003 : صورة خفية(بالفرنسية: Portrait caché)‏ لجان لويس لوكونت [الفرنسية] : بولين
- 2003 : الأوفر [الفرنسية] لتييري بينيستي [الفرنسية] : ايلسا
- 2004 : لا تغادر ! [الفرنسية] لآرثر جوفي [الفرنسية] : يال
- 2004 : الطفل النائم [الفرنسية] لـياسمين قصري: حليمة
- 2005 : قصة رائعة (بالفرنسية: Une belle histoire)‏ لفيليب داجو [الفرنسية]
- 2005 : يوم واحد في أوروبا لهانيس ستوير [الفرنسية] : رشيدة
- 2005 : الجزء الحيواني [الفرنسية] لسيباستيان جودو [الفرنسية] : كلار
- 2006 : لا يجب أن نكون موجودين [الفرنسية] لـHPG [الفرنسية] : رشيدة
- 2006 : بركات ! [الفرنسية] لـجميلة الصحراوي وسيسيل فارغافتيغ [الفرنسية] : أمال
- 2007 : ليزا والطيار (بالفرنسية: Lisa et le Pilote d'avion)‏ لفيليب براسا [الفرنسية] : ليزا
- 2008 : مكاتب الإله [الفرنسية] لكلير سيمون [الفرنسية] : ياسمين
- 2008 : تزلج أو مت [الفرنسية] لـميغيل كورتويس: Sylvie
- 2008 : سري للغاية [الفرنسية] لفيليب حاييم [الفرنسية] : ليلى/ شادية
- 2009 : Un homme et son chien [الفرنسية] لـفرانسيس هوستر: السائقة
- 2009 : نويي والدته! [الفرنسية] لـGabriel Julien-Laferrière : جميلة الغزال
- 2009 : مسألة دولة [الفرنسية] لـÉric Valette : نورة شهيد
- 2011 : الخط المستقيم [الفرنسية] لـRégis Wargnier : ليلى
- 2011 : (بالفرنسية: Étreinte)‏ لـسيباستيان جودو [الفرنسية] (فيلم قصير): ليزيا
- 2012 : حركات الحوض [الفرنسية] لـHPG : ماريون
- 2013 : شابة لويزة [الفرنسية] لـFrançoise Charpiat : جميلة
- 2015 : الآن، يمكنه المجيء (بالفرنسية: Maintenant, ils peuvent venir)‏ لـSalem Brahimi : ياسمين
- 2016 : من ساس إلى ساس [الفرنسية] (المخرجة فقط)
- 2019 : أخوات [الفرنسية]لـيمينة بن قيقي: جميلة

## وصلات خارجية
- رشيدة براكني على موقع IMDb (الإنجليزية)
- رشيدة براكني على موقع ألو سيني (الفرنسية)
- رشيدة براكني على موقع ميوزك برينز (الإنجليزية)
- رشيدة براكني على موقع أول موفي (الإنجليزية)
- رشيدة براكني على موقع قاعدة بيانات الأفلام السويدية (السويدية)
- رشيدة براكني على موقع ديسكوغز (الإنجليزية)
- رشيدة براكني على موقع قاعدة بيانات الفيلم (الإنجليزية)
- رشيدة براكني على موقع كينوبويسك (الروسية)